# Loblaw Companies
Loblaw Companies Ltd. ist ein kanadisches Einzelhandelsunternehmen mit Firmensitz in Brampton. Das Unternehmen ist im Aktienindex S&P/TSX 60 gelistet. 2023 waren im Unternehmen rund 220.000 Mitarbeiter in 2,444 Filialen beschäftigt. Des Weiteren gab es noch 427 Franchisenehmer. 

## Geschichte
2008 ging die ehemalige nationale Supermarktkette Dominion Stores über den Umweg A&P in Loblaw auf. Der Name Dominion wird noch in Neufundland über Lizenz von Metro Inc. verwendet. 2013 übernahm Loblaw Companies das Unternehmen Shoppers Drug Mart für umgerechnet etwa 9,1 Milliarden Euro.

## Marken

### Supermärkte
- Atlantic Superstore, Seeprovinzen
- Bloor Street Market, Toronto
- Box
- Dominion, Seeprovinzen
- Extra Foods
- Fortinos

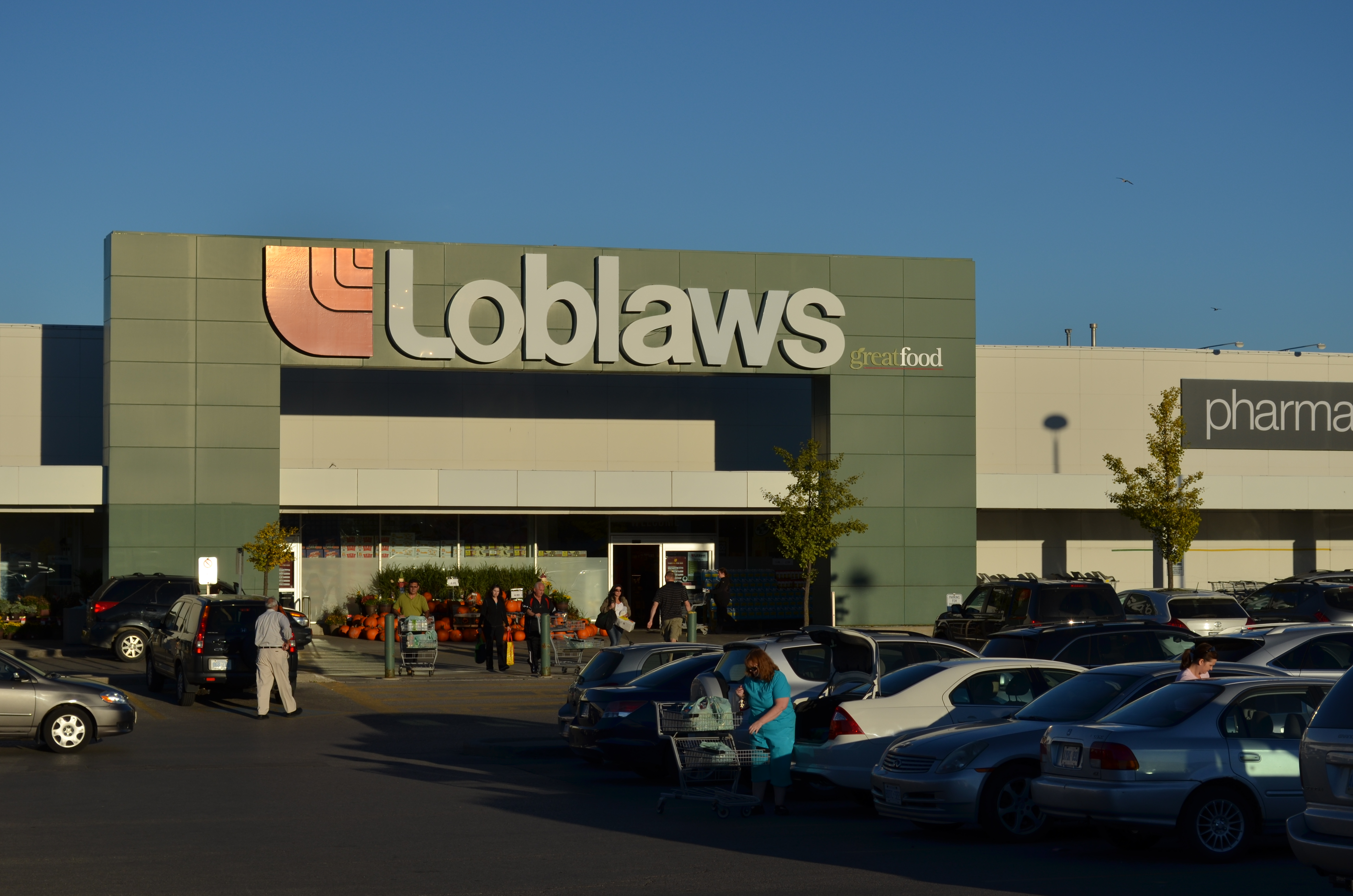
Typische Loblaws-Filiale in Richmond Hill

- Loblaws, große Supermärkte in British Columbia, Ontario & Québec
- Maxi/Maxi Cie, Québec
- no-frills
- Provigo, Québec
- Real Canadian Superstore
- Save Easy, Seeprovinzen
- Valu-mart, Ontario und Québec
- Your Independent Grocer, mittelgroße Supermärkte
- Zehrs, Ontario

### Drogeriemärkte und Apotheken
- Shoppers Drug Mart
- Pharmaprix , nur in Québec

### Handelsmarken und Dienstleistungen

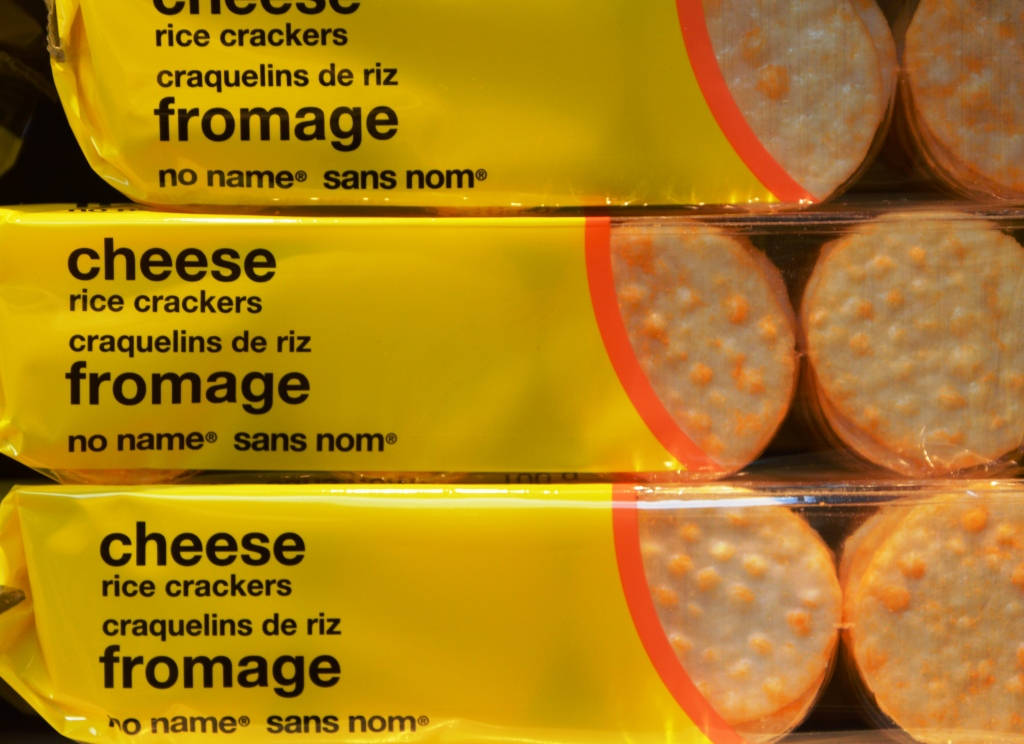
no name Produkte mit typisch gelber Verpackung

- President’s Choice/le Choix du Président, Handelsmarke für Premiumprodukte
- No Name/Sans Nom, Handelsmarke für Niedrigpreisprodukte
- PC Plus, Kundenbindungsprogramm
- PC Financial, Bankdienstleistungen, gemeinsam mit CIBC
- Joe Fresh, Handelsmarke für Kleidung